# 29561 Iatteri
29561 Iatteri este un asteroid din centura principală de asteroizi.

## Descriere
29561 Iatteri este un asteroid din centura principală de asteroizi. A fost descoperit pe 21 februarie 1998 la observatorul astronomic Santa Lucia din Stroncone. Asteroidul prezintă o orbită caracterizată de o semiaxă mare de 3,10 ua, o excentricitate de 0,12 și o înclinație de 8,9° în raport cu ecliptica.